# XXIII edició de la Mostra de València
La XXIII edició de la Mostra de València, coneguda oficialment com a XXIII Mostra de València - Cinema del Mediterrani, va tenir lloc entre el 27 de novembre i el 4 de desembre de 2002 a València. Aquesta edició fou l'última dirigida per Jorge Berlanga, a qui es fa responsable del declivi del festival, la caiguda del número d'espectadors i la caòtica gestió econòmica. Les projeccions es van fer a les 14 sales dels Cines Lys de València. Es van projectar un total de 131 pel·lícules, de les que 40 (el 30 %) no són de països mediterranis: 14 a la secció oficial, 11 a la secció informativa, 11 a la secció Opera Prima, 10 a al cicle Decoradors Valencians, 10 del cicle Escándalo"", 7 del Cicle 40 Anys de Cinema Negre Francès, 8 del Cicle Cine amb Glamour, 7 de l'homenatge a Michael Caine, 15 del cicle dedicat a Bigas Luna i Juan Antonio Bardem, 9 de l'homenatge a Concha Velasco, 9 de l'homenatge a José Luis López Vázquez, 11 del cicle Traka i 7 dels Conciertos a Medianoche. El cartell d'aquesta edició seria fet per Doménec Santafelícitas, el pressupost fou d'1.262.125 euros i va rebre 25.000 visitants.
La gala d'inauguració fou presentada per Elsa Pataky, i l'estrella convidada fou Ornella Muti, qui va assistir juntament amb els homenatjats Bigas Luna, Concha Velasco i José Luis López Vázquez. També van estar presents Antonio i Emma Ozores, María Isbert, Aitana Sánchez Gijón i Francesca Neri, i es va projectar 8 femmes de François Ozon. La gala de clausura fou protagonitzada per Fabio Testi i un grup de joves asseguts a les escales del Palau que protestaven per la baixa qualitat del festival.

## Pel·lícules exhibides

### Secció oficial
- Inch'Allah dimanche de Yamina Benguigui
- Kruh in mleko de Jan Cvitkovič
- Voz de Javier Aguirre Fernández
- La Chatte à deux têtes de Jacques Nolot
- To klama vgike ap' ton paradiso de Thanasis Papathanasiou i Michalis Reppas
- Kikar Ha-Halomot de Benny Toraty
- Giravolte de Carola Spadoni
- Il diario di Matilde Manzoni de Lino Capolicchio
- Terra incognita de Ghassan Salhab
- Ticket to Jerusalem de Rashid Masharawi
- Rasganço de Raquel Freire
- Bumerang de Dragan Marinković
- Le Chant de la noria de Abdellatif Ben Ammar
- Büyük Adam Küçük Aşk de Handan Ipekçi

### Secció informativa
- Gamle mænd i nye biler de Lasse Spang Olsen
- Cualquiera de David Marqués
- Ha-Shiva MeHodu de Menahem Golan
- Paz! de Renato de Maria

### Cicles i homenatges
Cicle Scandale
- I Déu creà la dona (1956) de Roger Vadim
- La Grande Bouffe (1973) de Marco Ferreri
- Romance X (1999) de Catherine Breillat
- L'últim tango a París (1972) de Bernardo Bertolucci
- Suzanne Simonin, la Religieuse de Diderot (1966) de Jacques Rivette
- Je vous salue, Marie (1984) de Jean Luc Godard

Cicle 40 anys de Cinema Negre francès
- Les Marchands de sable (2000) de Pierre Salvadori
- L'inspector Lavardin (1986) de Claude Chabrol
- Mélodie en sous-sol (1963) d'Henri Verneuil

Cicle Cinema amb Glamour
- Shanghai Express (1932) de Josef von Sternberg
- Mogambo (1953) de John Ford

Homenatge a Michael Caine
- L'empremta (1972) de Joseph L. Mankiewicz
- L'home que volia ser rei (1975) de John Huston
- Blame It on Rio (1984) de Stanley Donen

Homenatge a Concha Velasco
- Las chicas de la Cruz Roja (1958) de Rafael J. Salvia
- Tormento (1974) de Pedro Olea
- Pim, pam, pum... ¡fuego! (1975) de Pedro Olea
- Más allá del jardín (1996) de Pedro Olea
- París-Tombuctú (1999) de Luis García Berlanga

Cicle José Luis López Vázquez
- El pisito (1959) de Marco Ferreri
- Plácido (1961) de Luis García Berlanga
- ¡Vivan los novios! (1970) de Luis García Berlanga,
- Esa pareja feliz (1951) de Luis García Berlanga
- La gran familia (1962) de Fernando Palacios
- Atraco a las tres (1962) de José María Forqué
- Peppermint Frappé (1967) de Carlos Saura

Cicle Bardem i Bigas Luna
- Calle Mayor (1956)
- Tatuatge (1976)
- Bilbao (1978)
- Las edades de Lulú (1990)
- Jamón, jamón (1992)
- Huevos de oro (1993)
- La teta i la lluna (1994)
- La camarera del Titanic (1997)
- Son de mar (2001)

Cicle Decoradors Valencians.
- Cuentos de la Alhambra (1950) de Florián Rey
- Sierra de Teruel (1939) d'André Malraux
- Lola la Piconera (1951) de Luis Lucia Mingarro
- Las pirañas (1967) de Luis García Berlanga
- Calabuch (1956) de Luis García Berlanga
- Bienvenido, Mister Marshall (1953) de Luis García Berlanga

Concerts de Mitja Nit
- Vídeos d'actuacions de The Beatles, Rolling Stones, Led Zeppelin, The Who, o Tom Waits

## Jurat
Fou nomenada president del jurat el director espanyol José Luis Borau i la resta del tribunal va estar format pel director de fotografia Fernando Arribas, el director José Antonio Escrivá, l'actriu María Esteve, el productor Francisco Hoyos, l'actor Jorge Perugorría i el crític d'art Gerard Xuriguera.

## Premis
- Palmera d'Or (30.000 euros): La Chatte à deux têtes de Jacques Nolot [7][8][9]
- Palmera de Plata (18.030 euros): Inch'Allah dimanche de Yamina Benguigui
- Palmera de Bronze (6.010 euros): Kikar Ha-Halomot de Benny Toraty
- Premi Pierre Kast al millor guió: Benny Toraty per Kikar Ha-Halomot
- Menció a la millor interpretació femenina: Fejria Deliba per Inch'Allah dimanche de Yamina Benguigui
- Menció a la millor interpretació masculina: Peter Musevski per Kruh in mleko de Jan Cvitkovič
- Menció a la millor banda sonora: Rambo Amadeus per Bumerang de Dragan Marinković
- Menció a la millor fotografia: Germain Desmoulins per La Chatte à deux têtes de Jacques Nolot
- Premi del Públic: Gamle mænd i nye biler de Lasse Spang Olsen
- Premi Opera Prima: Smoking Room de Julio D. Wallovits i Roger Gual
- Menció especial per Un perro llamado dolor de Luis Eduardo Aute